# 서익진
서익진(徐益進, ?~?)은 고려의 문신이다. 대구 서씨 중시조이며, 7세손이다.

## 생애
서익진은 고려 말엽에 경상도 자인현(慈仁縣)에 은거(隱居)하였고, 관직은 판전객시사(判典客시事 - 종2품)를 지냈다. 사후 조선 전기 때 가정대부(嘉靖大夫 - 종2품)과 호조참판(戶曹參判 - 종2품)에 증직(贈職)되었다.

## 가족 관계
- 아버지 : ?
- 어머니 : ?
  - 부인 : ?
    - 아들: 서의(徐義)
      - 손자: 서미성(徐彌性)